# Градска библиотека „Паисий Хилендарски“ (Асеновград)
Градската библиотека „Паисий Хилендарски“ в Асеновград е най-голямата общодостъпна библиотека на територията на община Асеновград.
Мисията на библиотеката е да бъде посредник между информацията и потребителите. Основната ѝ функция е да събира, организира и предоставя за ползване библиотечно-библиографска информация, както и да извършва културна, образователна и социална дейност.

## Сграда
От 1982 г. библиотеката функционира в специално построена за целта сграда в центъра на Асеновград. Идейният проект за строежа е изготвен от арх. Рачо Стоянов, а вътрешният облик е дело на арх. Браникова. Сградата е забележителна със своята архитектура, въздействащи пропорции и великолепен ансамбъл. Във фоайето на библиотеката се намира пано от мрамор и мозайка, изобразяващо фигурата на Паисий Хилендарски – дело на асеновградския художник проф. Иван Кирков.

## Фондове
Библиотечните колекции включват книги на български и чужди езици, периодични издания, ноти, албуми, аудио- и видеокасети, CD, DVD и други нетрадиционни носители на информация. Общият фонд включва над 116 000 т. библиотечни документи.

## Структура
Градска библиотека „Паисий Хилендарски“ разполага с Детски отдел, Отдел „Възрастни“, Читалня, Отдел „Изкуство“, Библиотечно-информационен център, Отдел „Комплектуване, обработка и каталогизация“ , Дигитален центът , Teen-zone.